# Bisdom Vigevano
Het bisdom Vigevano (Latijn: Dioecesis Viglevanensis; Italiaans: Diocesi di Vigevano) is een in Italië gelegen rooms-katholiek bisdom met zetel in de stad Vigevano in de provincie Pavia. Het bisdom behoort tot de kerkprovincie Milaan, en is, samen met de bisdommen Bergamo, Brescia, Como, Crema, Cremona, Lodi, Mantua en Pavia, suffragaan aan het aartsbisdom Milaan.

## Geschiedenis
Het bisdom werd gesticht op 14 maart 1530 door paus Clemens VII met de apostolische constitutie Pro excellenti. Het gebied behoorde daarvoor toe aan het bisdom Novara en het aartsbisdom Milaan, waaraan het ook suffragaan werd. Op 26 november 1817 werd het suffragaan aan het aartsbisdom Vercelli. Op 17 juli 1974 werd dit wederom Milaan.

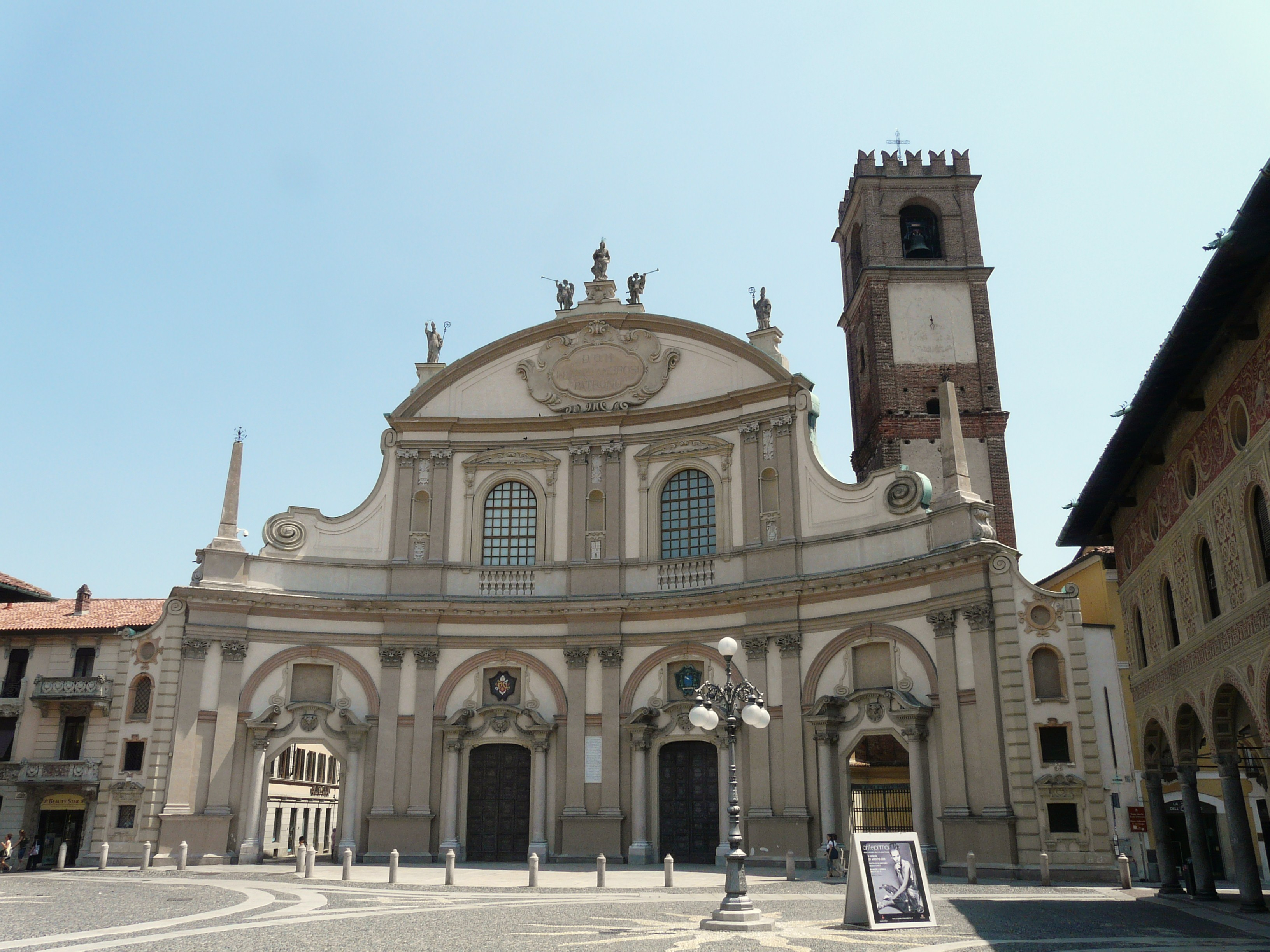
Kathedraal van Vigevano